# کن ویلسباخ
کن ویلسباخ (انگلیسی: Kenneth S. Wilsbach؛ زادهٔ ۱۹۶۳) ژنرال نیروی هوایی ایالات متحده آمریکا است، که از سال ۲۰۲۴ فرماندهی نبرد هوایی را برعهده دارد.
ویلسباخ فعالیت نظامی را از سال ۱۹۸۵ در نیروی هوایی آمریکا آغاز کرد، از ۲۰۰۹ تا ۲۰۱۱ فرماندهی بال ۱۸ هوایی را برعهده داشت، در فاصله سال‌های ۲۰۱۱ تا ۲۰۱۳ جانشین مدیر عملیات فرماندهی اقیانوس هند-آرام ایالات متحده آمریکا بود و از ۲۰۱۳ تا ۲۰۱۴ به‌عنوان فرمانده گروه ۹ ویژه اعزامی هوافضای افغانستان فعالیت می‌کرد.
وی از ۲۰۱۴ تا ۲۰۱۶ مدیر عملیات فرماندهی مرکزی ایالات متحده آمریکا بود، در فاصله سال‌های ۲۰۱۶ تا ۲۰۱۸ فرماندهی نیروی هوایی یازدهم را برعهده داشت، از ۲۰۱۸ تا ۲۰۲۰ فرمانده نیروی هوایی هفتم بود و در فاصله سال‌های ۲۰۲۰ تا ۲۰۲۴ به‌عنوان فرمانده نیروهای هوایی اقیانوس آرام فعالیت می‌کرد.